# 岡設計
関・空間設計（せき・くうかんせっけい）は、日本の建築設計事務所。1999年に関・岡設計から改称した。

## 主な作品実績
- 1970年（昭和45年） - 東松山市市庁舎
- 1978年（昭和53年） - 日野市庁舎
- 1977年（昭和52年） - 都幾川村村庁舎
- 1979年（昭和54年） - 三重厚生年金休暇センター
- 1982年（昭和57年） - 中央学院大学体育館・武道館
- 1984年（昭和59年） - 足立区立塩原林間学園
- 1985年（昭和60年） - 鹿島町立中央図書館（現・鹿嶋市立中央図書館）[2]
- 1986年（昭和61年） - 館林市三の丸芸術ホール
- 1989年（平成元年） - 羽村町自然休暇村
- 1991年（平成3年） - 静岡県立三ヶ日青年の家
- 1993年（平成5年） - 印西市保健福祉センター
- 1993年（平成5年） - 栃木県南公設地方卸売市場
- 1995年（平成7年） - 県立会津大学
- 1996年（平成8年） - さわやかちば県民プラザ・コミュニティプラザ・アゴラ
- 1998年（平成10年） - 江戸川区総合区民ホール
- 2000年（平成12年） - 札幌市生涯学習総合センター設計監理（北海道）
- 2003年（平成15年） - 茅ヶ崎市立病院

（都市計画・地域計画）
- 五反野再開発計画・・・東京都足立区
- 豊洲埠頭再開発計画・・東京都江東区
- 北長野駅前再開発計画
- 東京都百人町住宅総合建替計画（計1,200 戸）
- 東京都辰巳住宅総合建替計画（計3,326 戸）

## 受賞
東北建築賞作品賞
- 第3回（1982年度）- 酒田市総合文化センター（仙台支店/現・関・空間設計）
- 第4回（1983年度）- 秋田県立岩城少年自然の家
- 第8回（1987年度）- 多賀城市文化センター
- 第10回（1989年度）- 北上地区広域行政組合火葬場しみず斎園（仙台支店/現・関・空間設計）
- 第12回（1991年度）- 郡山市東山悠苑（仙台支店/現・関・空間設計）
- 第16回（1995年度）- 会津大学

建築士事務所協会連合会建築作品表彰第25回
- つくばメモリアルホール

社団法人日本建築学会作品選集1992/マロニエ建築賞
- 栃木県立日光自然博物館

岐阜県21世紀ふるさとまちづくり芸術賞第3回最優秀賞/日本建築学会東海賞作品賞
- 恵那市立恵那北中学校（名古屋支社）

BCS（建築業協会）賞/東北建築賞
- 郡山ザベリオ学園

東京建築賞
- 都営百人町三丁目第2住宅

東京都建築士事務所協会賞
- 和光市吹上コミュニティセンター

東京建築賞/建築士事務所協会全国大会会長賞/東京都都市計画局長賞
- ホテルシーサイド江戸川

文教施設協会
- 文部大臣奨励賞
  - 1991年 - 旧一関市立花泉小学校[3]
  - 1998年 - 栗原市立一迫幼稚園・栗原市立一迫小学校[4]
- 協会賞
  - 2006年 - 一関市立萩荘小学校[5]
  - 2007年 - 大崎市立松山小学校[6]
- ゆたかな教育環境部門賞
  - 1996年 - 仙北市立中川小学校[7]

## 人物
岡秀隆
- 1961年（昭和36年）東京大学工学部建築学科卒業。1968年（昭和43年）東京大学数物系大学院博士課程修了、工学博士。現在、株式会社岡設計代表。

著書に、『都市の全体像・隔離論的考察』（鹿島出版会） 『建設デザインの論理』（相模書房）. 『ヨーロッパのアメニティ都市・両側町と都市葉』（新建築社,藤井純子と共著）『都市コミュニティの再生 両側町と都市葉』 （中央大学出版部）など。
藤井純子
- 株式会社岡設計代表取締役設計管理本部長。1966年（昭和41年）、日本大学理工学部建築学科卒業。同年、株式会社岡設計入社。現在、株式会社岡設計代表取締役設計監理本部長。